# يونس بواب
يونس بواب (مواليد 29 أبريل 1979) هو ممثل مغربي. شارك في العديد من الأفلام والمسلسلات بين فرنسا والمغرب، من أبرز أعماله فيلم الزيرو.

## مسيرته
ولد يونس بواب في 29 أبريل 1979 في مدينة سلا من أب مغربي وأم فرنسية. نشأ في الرباط ودرس في ثانوية ديكارت حيث اكتشف المسرح لأول مرة. حصل على شهادة البكالوريا في الأدب وغادر إلى جامعة السوربون في باريس. حصل بعد ذلك على درجة الماجستير في الفلسفة. شقيقه الأصغر هو الممثل أسعد بواب.

## أعماله
- 2012: الطريق إلى كابول
- 2012: الزيرو
- 2014: ملكة الصحراء
- 2014: فورماطاج
- 2017: غزية
- 2018: طفح الكيل
- 2019: سيد المجهول
- 2022: امرأة في الظل

## روابط خارجية
- يونس بواب على موقع IMDb (الإنجليزية)
- يونس بواب على موقع ألو سيني (الفرنسية)
- يونس بواب على موقع قاعدة بيانات الفيلم (الإنجليزية)
- يونس بواب على موقع كينوبويسك (الروسية)